# 濵田一輝
濵田 一輝（はまだ かずき、2003年9月12日 - ）は、高知県出身の日本の卓球選手。Tリーグは、静岡ジェード所属。早稲田大学スポーツ科学部在学中。

## 経歴
高知県の卓球一家で生まれた。
愛工大名電高等学校在学中。
2021年、全日本卓球選手権ジュニア男子シングルスで優勝した。
2022年1月、Tリーグの琉球アスティーダに加入。
父は平成4年度全日本卓球選手権ジュニア男子シングルス優勝の濵田裕和（旧姓村上）であり、母の濵田華奈子とともに平成9年度全日本卓球選手権で準優勝している。
祖母は世界卓球選手権の女子シングルスで銅メダル、女子ダブルスで金メダルと銅メダルを獲得した濵田美穂。

## 主な戦績
2016年
- 全日本卓球選手権大会カデットの部 13歳以下男子シングルス 優勝

2017年
- 全日本卓球選手権大会カデットの部 男子ダブルス優勝（篠塚大登ペア）

2021年
- 全日本卓球選手権大会 ジュニア男子シングルス 優勝
- 世界ユース卓球選手権 U-19男子団体 3位

2024年
- WTTフィーダーデュッセルドルフII 男子ダブルス優勝(横谷晟ペア)
- WTTフィーダービラ・ノバ・デ・ガイア 男子シングルス準優勝